# Bruno Podalydès
Pour les articles homonymes, voir Podalydès.
Bruno Podalydès est un scénariste, réalisateur et acteur français, né le 11 mars 1961 à Boulogne-Billancourt (Hauts-de-Seine). Il est le frère de l'acteur Denis Podalydès.

## Biographie

### Famille et formation
Bruno Podalydès est le fils d'un pharmacien et d'une mère professeure d'anglais. Sa grand-mère maternelle dirigeait la librairie Ruat à Versailles, ville dont la famille est originaire avec ses frères cadets Denis Podalydès, Laurent Podalydès et Éric Podalydès.
Élève du lycée Hoche à Versailles en seconde, il fait par la suite un DEUG de biologie puis, suivant sa passion pour le cinéma, une maîtrise en audiovisuel à l'université Paris 13 à Villetaneuse. Après son service militaire au sein de l'Établissement cinématographique et photographique des armées (ECPA), il réalise des films d'entreprises, dont Air France.

### Carrière cinématographique
Son premier moyen métrage, Versailles Rive-Gauche, est très remarqué et remporte le prix du public et une mention du jury au festival international du court-métrage de Clermont-Ferrand, le prix du jury et de la critique au festival de Chamrousse et enfin le César du meilleur court-métrage en 1993. Il réalise en 1994 un court-métrage intitulé Voilà, qui est sélectionné à la Mostra de Venise.
Entre avril 1994 et septembre 1995, Bruno Podalydès tient une chronique dans les Cahiers du cinéma intitulée « L'un n'empêche pas l'autre ».
Son premier long métrage, Dieu seul me voit (Versailles-Chantiers), met en scène un jeune homme hésitant, Albert Jeanjean qui au cours du film rencontre trois femmes qui vont le faire évoluer. C'est le second volet de la « Trilogie des gares ». Alors que Bruno Podalydès a voulu que Versailles Rive-Gauche relève essentiellement du comique de situation, il conçoit ce second volet comme une comédie de caractère. Il existe aussi une version longue du film sous forme de six épisodes, dite version interminable, initialement conçue comme une série pour la télévision et finalement sortie en DVD en novembre 2008. Le film reçoit le César de la meilleure première œuvre en 1999.
Son second long métrage, Liberté-Oléron sorti 2001, utilise à nouveau la forme de la comédie pour décrire les rêves d'un homme et ceux de ses enfants sur fond de drame familial.

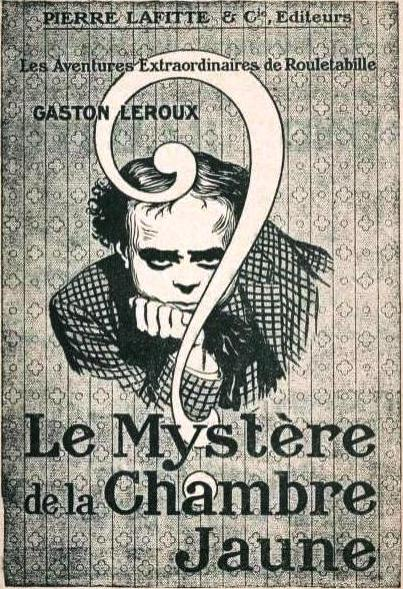
En 2003, Bruno Podalydès adapte Le Mystère de la chambre jaune de Gaston Leroux.

Bruno Podalydès a tourné deux adaptations de l'œuvre de Gaston Leroux avec comme héros Joseph Rouletabille et son comparse Sainclair, Le Mystère de la chambre jaune et Le Parfum de la dame en noir.
En 2009, il clôt la « Trilogie des gares » avec Bancs publics (Versailles Rive-Droite).
En 2011, il réalise Adieu Berthe, l'enterrement de Mémé. Le film, écrit avec son frère Denis, est conçu comme une suite de Liberté Oléron. Le film est sélectionné à la Quinzaine des réalisateurs au 65e Festival de Cannes 2012. Le film y est bien accueilli avec une ovation debout. Avec 660 000 entrées en France, le film est aussi un succès en salle.
Pour la réalisation de son film Vous n'avez encore rien vu, Alain Resnais demande à Bruno Podalydès de mettre en scène Eurydice de Jean Anouilh avec une troupe de jeunes acteurs. Les images de Bruno Podalydès sont ensuite projetées aux acteurs/personnages du film de Resnais qui se remémorent alors la manière dont ils ont eux-mêmes joué les différents rôles de la pièce.

## Analyse de l'œuvre

### Acteurs

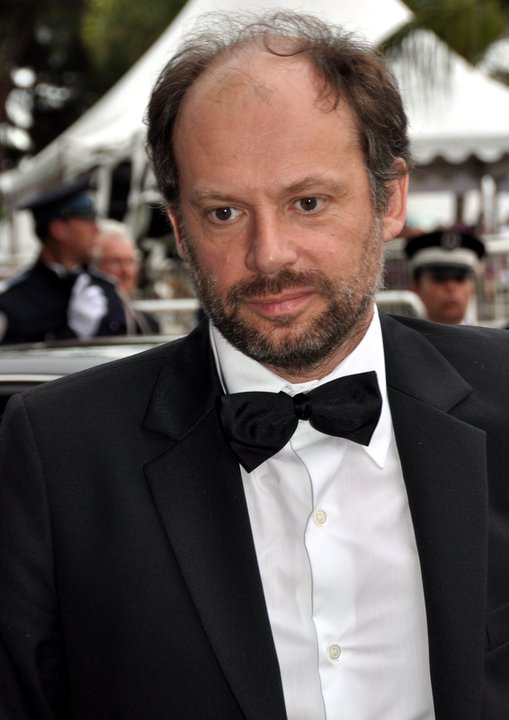
On retrouve Denis Podalydès dans tous les films de son frère depuis Versailles Rive-Gauche (1992) jusqu'à La Petite Vadrouille (2024).

Bruno Podalydès s'est entouré d'une troupe d'acteurs que l'on retrouve de film en film avec notamment Denis Podalydès, Isabelle Candelier, Michel Vuillermoz, Philippe Uchan, Jean-Noël Brouté, Ariane Pirie.

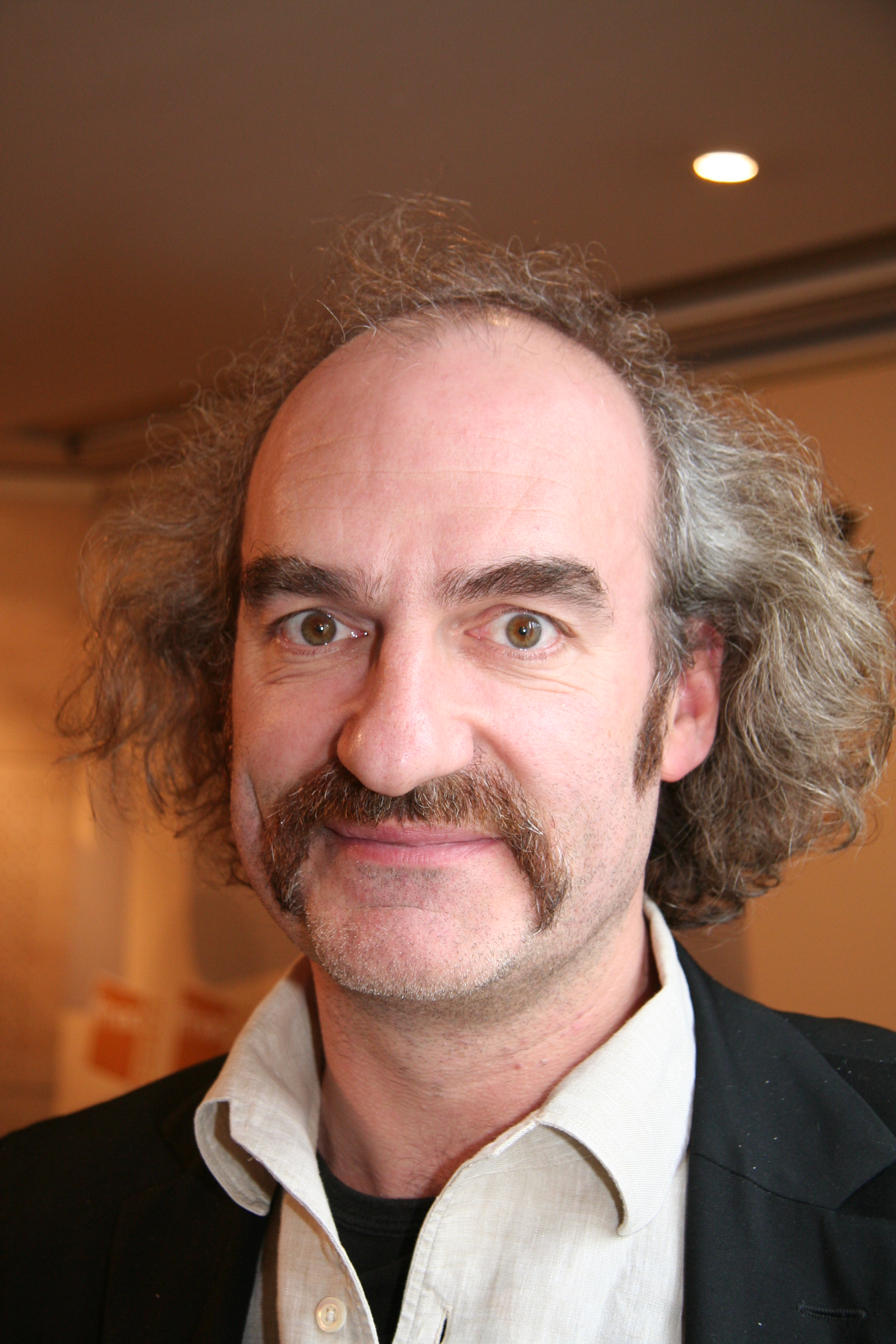
Michel Vuillermoz fait partie des acteurs réguliers de Bruno Podalydès. Il joue notamment le rôle de François Godet, l'ami d'Albert Jeanjean, dans Dieu seul me voit (Versailles-Chantiers).

### Thèmes
Bruno Podalydès est influencé par la magie. On trouve de nombreuses références à la magie dans ses films.

### Entrées en salle
Le tableau suivant est établi à partir de la base de données Lumière. La base de données inclut l'ensemble des entrées dans l'union européenne depuis 1996.
| Film                                   | Année de production | Entrées en Europe |
| -------------------------------------- | ------------------- | ----------------- |
| Le Mystère de la chambre jaune         | 2003                | 1 184 295         |
| Adieu Berthe                           | 2012                | 728 508           |
| Comme un avion                         | 2015                | 624 868           |
| La petite vadrouille                   | 2024                | 457 406           |
| Le parfum de la dame en noir           | 2004                | 437 968           |
| Dieu seul me voit                      | 1998                | 466 010           |
| Les 2 Alfred                           | 2020                | 411 620           |
| Liberté-Oléron                         | 2001                | 378 456           |
| Bancs publics (Versailles rive droite) | 2008                | 263 404           |
| Wahoo!                                 | 2023                | 252 407           |
| Bécassine!                             | 2018                | 236 991           |

## Filmographie

### Réalisateur

#### Films d'entreprise
- Isolation phonique de l'autoroute A86[5]
- Ingénieur navigant pour Air France[5]

#### Courts et moyens métrages
- 1988 : Le Dernier Mouvement de l'été
- 1989 : Vertige
- 1992 : Versailles Rive-Gauche
- 1994 : Voilà
- 1996 : Espapec
- 2006 : Que sont-ils devenus ? (en attendant Versailles Rive Droite)
- 2006 : Paris, je t'aime, segment Montmartre

#### Longs métrages
- 1998 : Dieu seul me voit (Versailles-Chantiers)
- 2001 : Liberté-Oléron
- 2003 : Le Mystère de la chambre jaune
- 2005 : Le Parfum de la dame en noir
- 2009 : Bancs publics (Versailles Rive-Droite)
- 2012 : Adieu Berthe, l'enterrement de Mémé
- 2015 : Comme un avion
- 2018 : Bécassine !
- 2020 : Les Deux Alfred
- 2023 : Wahou !
- 2024 : La Petite Vadrouille

### Acteur

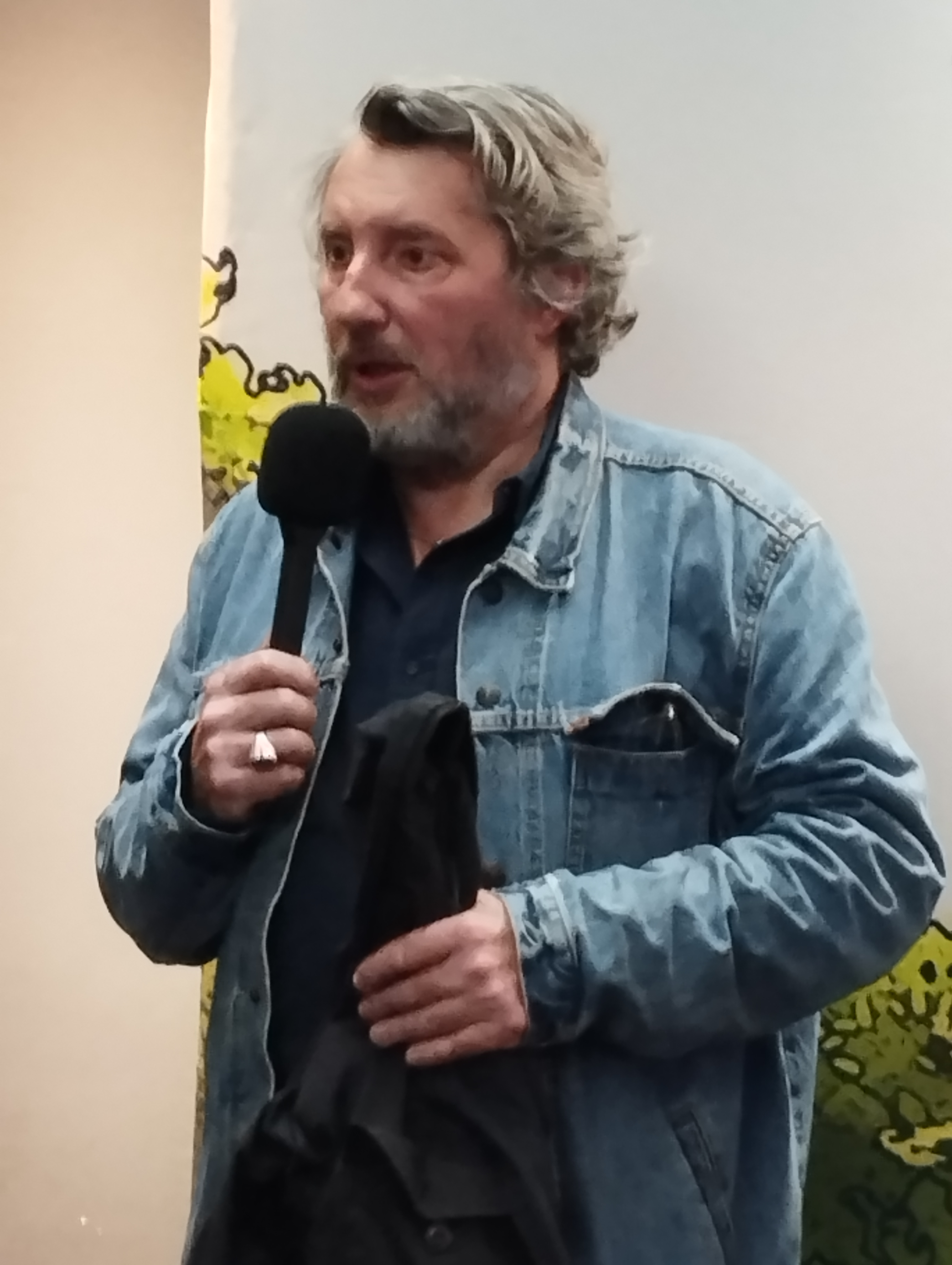
Bruno Podalydès lors de l'avant-première de La Petite Vadrouille à l'UGC Ciné Cité Les Halles, en mai 2024.

- 1992 : Versailles Rive-Gauche de lui-même : Philou, un musicien du groupe Soldes, Tout doit disparaître.
- 1998 : Dieu seul me voit (Versailles-Chantiers) de lui-même : le réalisateur de spots politiques
- 2001 : Liberté-Oléron de lui-même : le vendeur de bateaux
- 2003 : Le Mystère de la chambre jaune de lui-même : le médecin
- 2005 : Le Parfum de la dame en noir de lui-même : le docteur Arthur Rance
- 2006 : Paris, je t'aime court-métrage Montmartre
- 2009 : Bancs publics (Versailles Rive-Droite) de lui-même : responsable du magasin BricoDream
- 2011 : L'Élève Ducobu de Philippe de Chauveron : Hervé Ducobu
- 2011 : Mon pire cauchemar d'Anne Fontaine : Marc-Henri
- 2011 : J'aurais pu être une pute de Baya Kasmi, court-métrage
- 2012 : Le Fils de l'autre de Lorraine Lévy : David
- 2012 : Adieu Berthe, l'enterrement de Mémé de lui-même : Yvon Grinda
- 2012 : Le Jour des corneilles, long métrage d'animation de Jean-Christophe Dessaint : voix de l'infirmier
- 2013 : La Fille du 14 juillet d'Antonin Peretjatko : le commissaire (caméo)
- 2013 : Joséphine d'Agnès Obadia : le psy
- 2013 : 100% cachemire de Valérie Lemercier : Pierre Dutertre
- 2015 : Comme un avion de lui-même : Michel
- 2015 : La Belle Saison de Catherine Corsini : Pr Chambard
- 2015 : Je suis à vous tout de suite de Baya Kasmi : l'amant
- 2016 : Chocolat de Roschdy Zem : Louis Lumière
- 2017 : Un beau soleil intérieur de Claire Denis : Fabrice, un homme du milieu de l'art
- 2018 : Bécassine ! de lui-même : Rastaquoueros
- 2018 : Pupille de Jeanne Herry : Jacques, l'ex-mari de Karine
- 2020 : Les Deux Alfred de lui-même : Arcimboldo
- 2021 : Cette musique ne joue pour personne de Samuel Benchetrit
- 2023 : Les Complices de Cécilia Rouaud : Paulo
- 2023 : Wahou ! de lui-même : Oratio
- 2024 : Le Beau rôle de Victor Rodenbach : le réalisateur
- 2024 : La Petite Vadrouille de lui-même : Jocelyn
- prévu pour 2024 : Rembrandt de Pierre Schoeller

## Distinctions

### Décoration
- 2013 :  Chevalier de la Légion d'honneur (promotion du 1er janvier)[12]

### Récompenses
- César 1993 : César du meilleur court-métrage pour Versailles Rive-Gauche
- César 1999 : César de la meilleure première œuvre pour Dieu seul me voit (Versailles-Chantiers)

### Nomination
- César 2013 : César du meilleur scénario original pour Adieu Berthe

## Publications

### Ouvrages
- Dieu seul me voit, Gallimard, 1998 (Scénario du film homonyme)
- La boîte vocale d'Alex Buchard Éditions Séguier, 2007 (Livre + CD audio)
- Bécassine L'histoire du film par Bruno Podalydès. [Hachette Roman] 2018
- Alain Resnais, les coulisses de la création - Entretiens avec ses proches collaborateurs, de François Thomas, Armand Colin, 2016

### Articles
- Bruno Podalydès, « L'annonce faite à Marie d'Alain Cuny et Le zèbre de Jean Poiret », Cahiers du cinéma, no Hors Série 16,‎ 1992, p. 19
- Bruno Podalydès, « Palombella rossa », Cahiers du cinéma « 100 films pour une vidéothèque », no Hors Série - 17,‎ décembre 1993, p. 92
- Bruno Podalydès, « On purge bébé », Cahiers du cinéma, no 482,‎ juillet-août 1994, p. 51-52
- Bruno Podalydès, « Faut voir comme on nous parle », Cahiers du cinéma, no 494,‎ septembre 1995, p. 19
- Bruno Podalydès, « Le DVD et moi par Bruno Podalydès : Autopsie d'un meurtre d'Otto Preminger », Cahiers du cinéma « Nos DVD : le guide des Cahiers », no Hors Série - 28,‎ décembre 2001, p. 12-13
- Bruno Podalydès, « Le mystère de la chambre jaune », Synopsis, no 25,‎ mai-juin 2003, p. 70-71
- « Qu'on se détende : voilà le Tintin de Spielberg, et non notre Tintin », Le Monde,‎ 25 octobre 2011 (lire en ligne) Critique de Bruno Podalydès sur le film de Steven Spielberg Les Aventures de Tintin : Le Secret de La Licorne

### Ouvrage
- Joël Magny et Noël Simsolo, Le mystère de la chambre jaune : Bruno Podalydès, Paris, CNC : Film de l'Estran, 2004

### Articles
- Camille Nevers, « Versailles rive gauche », Cahiers du cinéma, no 457,‎ juin 1992
- Vincent Vatrican, « Partie de campagne », Cahiers du cinéma, no 484,‎ octobre 1994
- Jean-Marc Lalanne, « Trois filles en balance », Cahiers du cinéma, no 524,‎ mai 1998, p. 98-99
- Matthieu Orléan, « Liberté-Oléron », Synopsis, no 14,‎ juillet-août 2001
- Patrice Blouin, « La mer des phobies », Cahiers du cinéma, no 558,‎ juin 2001
- Sébastien Bénédict, « Bille en tête », Cahiers du cinéma, no 580,‎ juin 2003
- Virginie Apiou, « Les secrets de la chambre jaune », Synopsis, no 25,‎ mai-juin 2003, p. 50-53
- Jean-Philippe Tessé et Sébastien Bénédict, « Bruno Podalydès : un train déraille », Chronic'art,‎ 19 mars 2003 (lire en ligne)
- Jean-Sébastien Chauvin et Jean-Philippe Tessé, « Bruno Podalydès : Magie Magie », Chronic'art,‎ 13 juillet 2005 (lire en ligne)
- Jean-Philippe Tessé, « L' illusioniste », Cahiers du cinéma, no 604,‎ septembre 2005
- Anne-Claire Cieutat, « Balade sonore : la boîte à trésors de Bruno Podalydès », Grand-Ecart.fr,‎ 20 juin 2012 (lire en ligne, consulté le 20 juin 2012)
- Michel Butel, « Adieu Berthe : La Magie Podalydès », L'Impossible, no 5,‎ juillet-août 2012